# ГЕС Гаас
ГЕС Гаас — гідроелектростанція у штаті Каліфорнія (Сполучені Штати Америки). Знаходячись між ГЕС-ГАЕС Helms (вище по течії) та ГЕС Balch 1, 2, входить до складу каскаду у сточищі Кінгс-Рівер, яка дренує західний схил гір Сьєрра-Невада та у нижній течії розділяється на два рукави, котрі прямують на північ та на південь — до впадіння ліворуч у річку Сан-Хоакін (завершується в затоці Сан-Франциско) та безсточне озеро Tulare (раніше, до реалізації іригаційних проектів, в періоди високої водності течія у південному рукаві могла реверсуватись та забезпечувати стік з Tulare до Сан-Хоакін).
Живлення станції відбувається із створеного на Норт-Форк-Кінгс-Рівер (правий витік Кінгс-Рівер) водосховища Lake Wishon, яке утримує кам'яно-накидна гребля із бетонним облицюванням висотою 79 метрів та довжиною 1015 метрів. Ця водойма має площу поверхні 3,9 км2 та корисний об'єм 110 млн м3.
Зі сховища під правобережним гірським масивом прокладено дериваційний тунель завдовжки 10 км з перетином 4х4 метра, який переходить у напірний водовід завдовжки 1,4 метра зі спадаючим діаметром від 2,4 до 2 метрів. Вони подають ресурс до розташованого на глибині 145 метрів машинного залу розмірами 17х53 метри, в якому встановлено дві турбіни загальною потужністю 144 МВт, які в 2017 році забезпечили виробітку 760 млн кВт-год електроенергії.
Відпрацьована вода по відвідному тунелю довжиною 0,6 км з перетином 5,3х4,6 метра транспортується до створеного на Норт-Форк-Кінгс-Рівер водосховища Блек-Рок.